# 第44回全国高等学校野球選手権大会
第44回全国高等学校野球選手権大会（だい44かいぜんこくこうとうがっこうやきゅうせんしゅけんたいかい）は、1962年8月10日から8月19日まで甲子園球場で行われた全国高等学校野球選手権大会である。優勝した作新学院は同年の選抜大会でも優勝しており、史上初の春夏連覇を達成した。

## 代表校
| 地方大会 | 代表校   | 出場回数      |
| -------- | -------- | ------------- |
| 北北海道 | 帯広三条 | 3年ぶり2回目  |
| 南北海道 | 北海     | 2年ぶり21回目 |
| 北奥羽   | 青森一   | 初出場        |
| 西奥羽   | 山形商   | 初出場        |
| 東北     | 気仙沼   | 初出場        |
| 北関東   | 作新学院 | 4年ぶり2回目  |
| 西関東   | 甲府工   | 初出場        |
| 東関東   | 習志野   | 初出場        |
| 東京     | 日大三   | 7年ぶり5回目  |
| 神奈川   | 慶応     | 6年ぶり16回目 |
| 長野     | 長野     | 41年ぶり2回目 |
| 北越     | 高岡商   | 2年ぶり5回目  |
| 北陸     | 金沢     | 初出場        |
| 静岡     | 静岡市立 | 初出場        |
| 愛知     | 中京商   | 2年連続12回目 |

| 地方大会 | 代表校   | 出場回数      |
| -------- | -------- | ------------- |
| 三岐     | 岐阜商   | 3年連続9回目  |
| 京滋     | 平安     | 2年ぶり19回目 |
| 紀和     | 天理     | 3年ぶり2回目  |
| 大阪     | PL学園   | 初出場        |
| 兵庫     | 滝川     | 3年ぶり4回目  |
| 東中国   | 倉敷工   | 2年連続4回目  |
| 広島     | 広陵     | 3年ぶり6回目  |
| 西中国   | 山口鴻城 | 42年ぶり2回目 |
| 北四国   | 西条     | 2年ぶり4回目  |
| 南四国   | 徳島商   | 2年ぶり7回目  |
| 福岡     | 久留米商 | 47年ぶり2回目 |
| 西九州   | 佐賀商   | 5年ぶり3回目  |
| 中九州   | 大分商   | 11年ぶり8回目 |
| 鹿児島   | 鹿児島商 | 16年ぶり6回目 |
| 南九州   | 沖縄     | 初出場        |

## 試合結果

### 1回戦
- 日大三 2 - 0 徳島商
- PL学園 6 - 0 金沢
- 山口鴻城 1 - 0 大分商
- 中京商 2 - 0 習志野
- 西条 2 - 1 平安
- 久留米商 5 - 0 静岡市立
- 倉敷工 8 - 5 山形商
- 北海 2 - 1 青森一
- 滝川 5 - 3 佐賀商（延長16回）
- 鹿児島商 5 - 0 天理
- 高岡商 5 - 2 甲府工
- 広陵 6 - 4 沖縄
- 作新学院 2 - 1 気仙沼（延長11回）
- 慶応 3 - 0 長野

### 2回戦
- 岐阜商 2 - 0 帯広三条
- 中京商 4 - 0 滝川
- 北海 3 - 1 倉敷工
- 久留米商 2 - 0 高岡商
- 作新学院 7 - 0 慶応
- 西条 4 - 0 山口鴻城
- 鹿児島商 2 - 0 広陵
- 日大三 5 - 2 PL学園

### 準々決勝
- 西条 6 - 4 日大三
- 作新学院 9 - 2 岐阜商
- 中京商 11 - 2 鹿児島商
- 久留米商 4 - 2 北海

### 準決勝
- 久留米商 3 - 0 西条
- 作新学院 2 - 0 中京商

### 決勝
|          | 1 | 2 | 3 | 4 | 5 | 6 | 7 | 8 | 9 | R | H | E |
| -------- | - | - | - | - | - | - | - | - | - | - | - | - |
| 久留米商 | 0 | 0 | 0 | 0 | 0 | 0 | 0 | 0 | 0 | 0 | 5 | 2 |
| 作新学院 | 0 | 0 | 0 | 0 | 0 | 0 | 1 | 0 | X | 1 | 7 | 0 |

1. （久）：伊藤 - 森田
2. （作）：加藤 - 田中
3. 審判
［球審］山本英
［塁審］中村・米谷・鈴木
4. 試合時間：1時間45分

| 久留米商 | 久留米商 | 久留米商        |
| 打順     | 守備     | 選手            |
| -------- | -------- | --------------- |
| 1        | [二]     | 大塚勝秋（3年） |
| 2        | [遊]     | 大石公二（3年） |
| 3        | [一]     | 織田滋（3年）   |
| 4        | [投]     | 伊藤久敏（3年） |
| 5        | [中]     | 勝井直幸（3年） |
| 6        | [三]     | 高木建夫（3年） |
| 7        | [左]     | 熊丸道郎（2年） |
|          | 打左     | 平尾邦彦（3年） |
| 8        | [捕]     | 森田利則（3年） |
| 9        | [右]     | 野村宏（3年）   |

| 作新学院 | 作新学院 | 作新学院        |
| 打順     | 守備     | 選手            |
| -------- | -------- | --------------- |
| 1        | [遊]     | 中野孝征（3年） |
| 2        | [二]     | 佐山和夫（3年） |
| 3        | [左]     | 柳田晟（3年）   |
| 4        | [中]     | 高山忠克（3年） |
| 5        | [一]     | 伊藤隆司（3年） |
| 6        | [右]     | 鈴木克也（3年） |
| 7        | [三]     | 大橋一男（3年） |
| 8        | [捕]     | 田中健次（3年） |
| 9        | [投]     | 加藤斌（3年）   |

## 大会本塁打
1回戦
- 第1号：大塚勝秋（久留米商）
- 第2号：熊本武明（高岡商）

準々決勝
- 第3号：村上公康（西条）
- 第4号：杉本勝利（中京商）

## その他の主な出場選手
- 松谷栄司（北海）
- 中村之保（北海）
- 谷木恭平（北海）
- 吉沢勝（北海）
- 八木沢荘六（作新学院）
- 佐野嘉幸（甲府工）
- 中沢伸二（甲府工）
- 倍賞明（日大三）
- 萩原宏久（日大三）

- 小松時男（日大三）
- 大橋穣（日大三）
- 林俊彦（中京商）
- 木俣達彦（中京商）
- 三輪田勝利（中京商）
- 山本忠男（平安）
- 橋本武徳（天理）
- 中塚政幸（PL学園）
- 戸田善紀（PL学園）

- 槌田誠（倉敷工）
- 菱川章（倉敷工）
- 杉本郁久雄（倉敷工）
- 児玉好弘（山口鴻城）
- 浜崎正人（鹿児島商）
- 中原全敏（鹿児島商）
- 下須崎詔一（鹿児島商）
- 秋葉敬三（鹿児島商）
- 安仁屋宗八（沖縄）